# La Sociedad Jurídica de Libia
La Sociedad Jurídica de Libia (en árabe: المجمع القانوني الليبي‎) es una sociedad civil organizada centrada en la digitalización, archivo e indexación de documentos legales que cubren más de 80 años de historia nacional, así como publicaciones contemporáneas. Establecida en 2022, su objetivo principal es mejorar la accesibilidad y búsqueda de recursos legales tanto para profesionales como para el público en general, contribuyendo a elevar la posición de Libia en el Índice de Transparencia Internacional, donde ocupa el puesto 170 de 180 países en 2023.
Desde su plataforma digital, la Sociedad Jurídica de Libia ha puesto a disposición más de 300,000 páginas de documentación del estado libio, todas digitalizadas y categorizadas para facilitar su acceso. Esta plataforma es referenciada habitualmente por varias instituciones libias, incluyendo el Ministerio de Justicia, el Ministerio de Asuntos Exteriores, el Ministerio de Educación, el Ministerio de Economía, la Autoridad de Aduanas, y el Centro de Información y Documentación. Además, es utilizada por gobiernos extranjeros como Reino Unido, la Comisión Europea, Canadá, Alemania, y Turquía, para cubrir necesidades en áreas como viajes, propiedad intelectual, inmigración, comercio y contratación pública.
Además, la plataforma se actualiza de manera continua, incorporando normativas, decretos y decisiones judiciales en tiempo real, y corrigiendo información obsoleta. Este proceso garantiza que la información legal proporcionada sea siempre precisa, imparcial y confiable, fortaleciendo la transparencia y el entendimiento del sistema legal libio.

## Antecedentes históricos
La revolución de Libia en 2011 trajo consigo desafíos legales y políticos significativos, afectando la coherencia y la accesibilidad del sistema legal debido a la fragmentación y la transición gubernamental. En respuesta a esta situación, la Sociedad Jurídica de Libia lanzó su plataforma digital en febrero de 2022. Esta herramienta se ha convertido en un recurso esencial para acceder a la justicia y los servicios legales.
La plataforma digitaliza y organiza un amplio espectro de legislación libia, proporcionando un recurso valioso para profesionales legales, académicos y el público general. Contiene colecciones extensas de leyes (comerciales, civiles, penales y administrativas), decisiones, decretos y tratados. También ofrece materiales educativos, talleres y seminarios accesibles tanto para profesionales del derecho como para el público en general, promoviendo la colaboración y el entendimiento legal.
Originalmente establecida como una iniciativa no gubernamental y sin fines de lucro para digitalizar publicaciones legales, la plataforma evolucionó a mantener una postura apolítica e independente de la influencia gubernamental, asegurando la accesibilidad y transparencia de la información legal de Libia y garantizando publicaciones creíbles y confiables sin opiniones ni modificaciones.

## Marco legal
La Sociedad Jurídica de Libia está registrada como una organización no gubernamental local en Libia bajo el número de registro 2022-322, conforme a las directrices de la Resolución 286 de 2019 emitida por el Consejo Presidencial.

## Impacto y contribuciones
La plataforma ha digitalizado y puesto a disposición más de 300.000 páginas de documentación del estado libio, incluyendo 19 constituciones, 479 acuerdos y tratados, 1.986 leyes, 637 reglamentos, 6.442 decisiones, 808 decretos, 256 circulares, 31 borradores, 1.781 apelaciones, 64 opiniones legales, 266 marcas comerciales y 1.993 números de la Gaceta Oficial hasta julio de 2024. Este recurso apoya a organizaciones de la sociedad civil, profesionales del derecho, agencias de noticias, académicos, y al público en general, facilitando el acceso y comprensión de la ley libia. Además, proporciona documentos históricos cruciales para investigadores y permite el análisis de influencias sociopolíticas en la legislación.